# Bea Espejo Arce
Beatriz Espejo Arce (Vilanova i la Geltrú, 1977), coneguda com Bea Espejo, és crítica d'art i comissaria d'exposicions d'art contemporani. Llicenciada en Història de l'Art i Master en Crítica d'Art i Comunicació.
Ha treballat a la galeria Estany de la Mota de Barcelona (2002-2007) i com a crítica d'art a El Cultural de El Mundo de 2008 a 2016. Dirigeix el programa d'Arts Visuals Madrid45 de la Comunidat de Madrid i és la responsable d'art del suplement Babelia de El País des de 2017.
Va rebre el premi GAC de crítica d'art el 2017 i ha comissariat diverses exposicions com el Pavelló d'Espanya a la Biennal de Venècia el 2022 amb l'artista Ignasi Aballí.

## Exposicions
- Todos los conciertos, todas las noches, todo vacío, d'Ana Laura Aláez al Centro de Arte Dos de Mayo (CA2M) (2019) i Azkuna Zentroa de Bilbao (2021)[1][3]

- Los blancos secretos de su panza, una revisión de la colección RAC de Carlos Rosón per la Ciudad de la Cultura de Santiago de Compostela[2]

- Correcció d'Ignasi Aballí al Pabelló d'Espaya - 59a Edició- Biennal de Venècia (2022)[1][5]

## Premis
- Premi GAC - X Nit del Galerisme, a la Crítica d'Art (2017)[6]